# Мост Эдмунда Петтуса
Мост Эдмунда Петтуса (англ. Edmund Pettus Bridge) — мост через реку Алабама в Селме (штат Алабама). Построен в 1940 году. Сооружение носит имя Эдмунда Петтуса, американского юриста и генерала, сражавшегося на стороне конфедератов, позже влиятельного члена ультраправой организации Ку-клукс-клан и сенатора от Демократической партии. По иронии судьбы мост Эдмунда Петтуса стал местом исторических событий, когда 7 марта 1965 года 525 демонстрантов, требующих предоставления избирательных прав чернокожим американцам,  пытались пересечь его во время марша из Селмы в Монтгомери, но были остановлены местными полицейскими и членами Ку Клукс Клана.Участникам марша был отдан приказ разойтись. Но демонстранты отказываются починиться такому приказу и пробуют продолжить движение через мост на Монтгомери. Вооруженные полицейские атакуют безоружных участников марша. В побоище, устроенном полицейскими, пострадало и было ранено 78 человек.
27 февраля 2013 года мост был объявлен национальным историческим памятником.

## Дизайн
Строение представляет из себя стальной арочный мост. По нему проходят четыре автомобильные полосы трансконтинентальной автомагистали номер 80. Мост имеет в общей сложности одиннадцать пролетов: десять коротких и длинный в центре (76 метров в длину и 30 метров над уровнем воды). В 2011 году мост был признан не отвечающим современным требованиям.